# A César o que é de César...

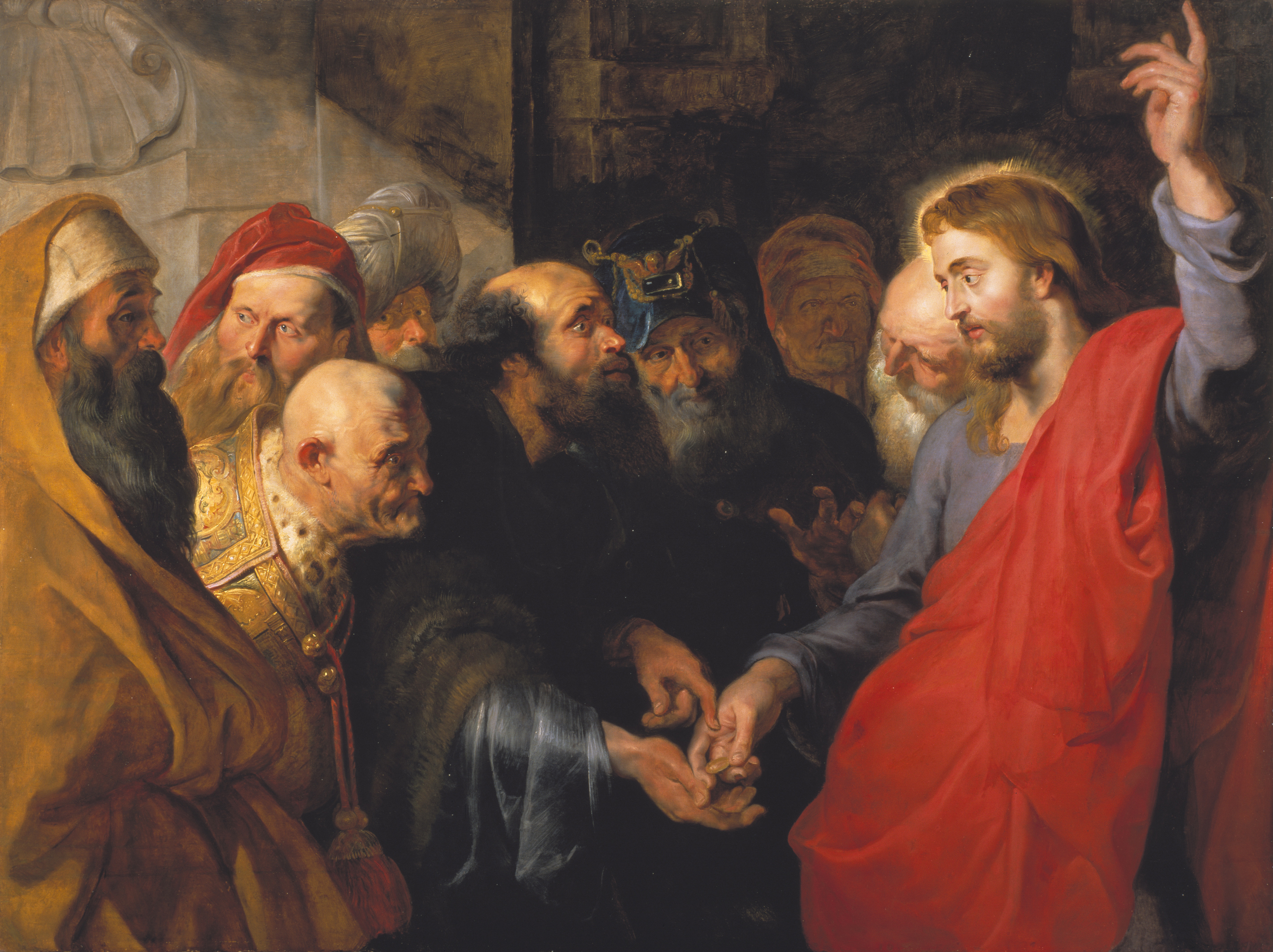
Dinheiro de César.
Entre 1600 e 1640. Por Rubens, atualmente no Fine Arts Museums of San Francisco, na Califórnia, nos Estados Unidos.

A César o que é de César é começo de uma frase atribuída a Jesus nos evangelhos sinóticos, onde se lê «Dai, pois, a César o que é de César, e a Deus o que é de Deus.» (Mateus 22:21) (em grego:  Ἀπόδοτε οὖν τὰ Καίσαρος Καίσαρι καὶ τὰ τοῦ Θεοῦ τῷ Θεῷ). O episódio aparece em Marcos 12 (Marcos 12:13–17), Mateus 22 (Mateus 22:15–22) e Lucas 20 (Lucas 20:20–26).
A frase, amplamente citada, se tornou uma espécie de resumo da relação entre o cristianismo e a autoridade secular. Na mensagem original, ela apareceu como resposta a uma questão sobre se seria lícito para um judeu pagar impostos a César e dá margem a múltiplas interpretações sobre em que circunstâncias seria desejável para um cristão se submeter à autoridade terrena.

## Narrativa

### Bíblia
Os evangelhos sinóticos relatam como os adversários de Jesus tentaram ludibriá-lo ao forçá-lo a tomar uma posição explícita (e perigosa) sobre a delicada questão do pagamento de impostos aos conquistadores romanos. Os relatos em Mateus e Marcos afirmam que esses adversários eram os fariseus e os herodianos, enquanto que Lucas diz apenas que eles eram "espiões" enviados por "doutores da lei e os sumo-sacerdotes".
Eles previram que Jesus certamente se oporia ao imposto, pois sua intenção era que «pudessem entregar à jurisdição e à autoridade do governador» (Lucas 20:20). Este governador era Pôncio Pilatos e ele era o responsável por coletar os impostos na província romana da Judeia. A princípio, eles bajularam Jesus, elogiando sua integridade, imparcialidade e devoção à verdade. Então perguntaram-lhe se era ou não certo que um judeu pagasse um imposto demandado por César. Em Marcos, uma pergunta adicional, provocativa, ainda foi feita: «Pagaremos ou não pagaremos?» (Marcos 12:15).
Jesus primeiro os chamou de hipócritas e então pediu que um deles apresentasse uma moeda romana que pudesse ser usada para pagar o imposto de César. Um deles mostrou-lhe uma moeda romana e Jesus então perguntou qual era o nome e a inscrição que estava nela. Prontamente, eles responderam que era de César, ao que Jesus então proferiu a sua famosa frase:
| “ | «Dai, pois, a César o que é de César, e a Deus o que é de Deus.» (Mateus 22:21) | ” |

Os questionadores ficaram impressionados (Mateus afirma que ficaram "maravilhados" - em grego:  ἐθαύμασαν) e, satisfeitos, foram embora.

### Evangelho de Tomé
No apócrifo gnóstico Evangelho de Tomé, há um episódio similar:
| “ | Mostraram a Jesus uma moeda de ouro e disseram: Os agentes de César exigem de nós o pagamento do imposto. Respondeu ele: Dai a César o que é de César, e dai a Deus o que é de Deus - e dai a mim o que é meu. | ” |
|   | — Evangelho de Tomé 100. |   |

## Evangelho de Egerton
O fragmentado Evangelho de Egerton (3,1-6), segundo a tradução de Robert Miller, afirma:
| “ | Eles chegaram até ele e o interrogaram como forma de testá-lo. Eles perguntaram, "Professor, Jesus, sabemos que você é [de Deus], uma vez que as coisas que você o colocam acima de todos os profetas. Conte-nos, é permissível pagar aos governantes o que lhes é devido? Devemos pagá-los ou não?" Jesus sabia o que eles estavam tramando e ficou indignado. Então ele disse a eles, "Por que me bajulam, chamando-me de professor, mas não [fazem] o que eu digo? Quão certo estava Isaías [(Isaías 29:13)] quando ele profetizou sobre vocês quando disse 'Este povo me honra com seus lábios, mas seu coração está longe de mim; a sua adoração é vazia, [pois eles insistem em ensinamentos que são] mandamentos [humanos...] | ” |

## Contexto histórico

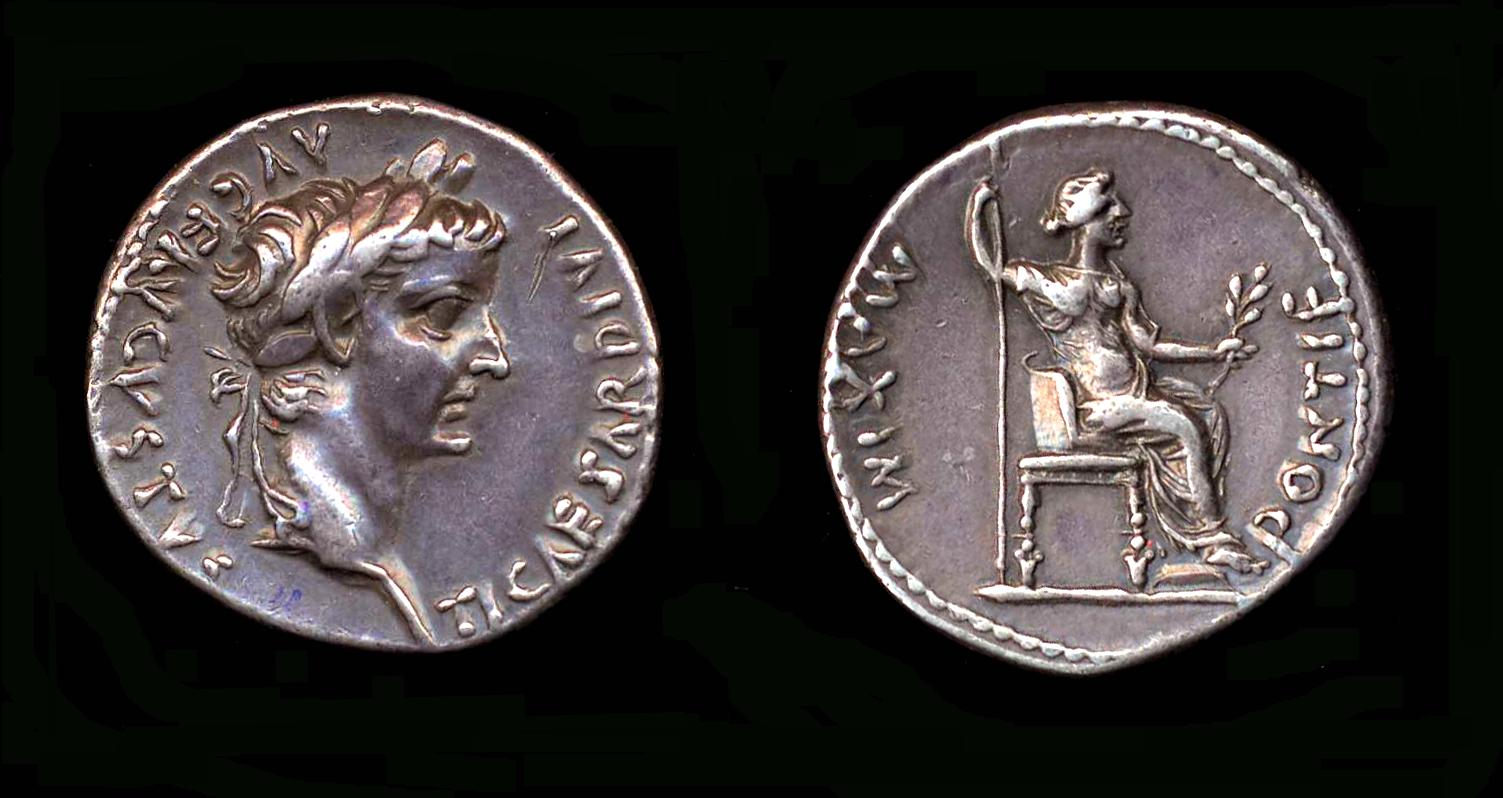
Moeda mostrando Tibério no anverso e a Pax no reverso.

### A moeda
O texto identifica a moeda como um denário (em grego:  δηνάριον - dēnarion) e geralmente se acredita que seria portanto um denário romano com a éfigie de Tibério, que passou a ser conhecida como "moeda do tributo" e se tornou, por conta da história do evangelho, um cobiçado item para colecionadores. A inscrição é Ti[berivs] Caesar Divi Avg[vsti] F[ilivs] Avgvstvs ("César Augusto Tibério, filho do Divino Augusto"). O reverso mostra uma figura feminina, geralmente identificada como sendo Lívia, representada como sendo a Pax.
Porém, já se sugeriu que o denário não era comumente encontrado na Judeia durante a vida de Jesus e que a moeda poderia ser, ao invés dele, uma tetradracma antioquiana, que também traz a éfige de Tibério, mas com Augusto no reverso. Outra sugestão comum é o denário de Augusto com Caio César e Lúcio César no reverso, enquanto que outras possibilidades incluem moedas de Júlio César, Marco Antônio e Germânico.
No episódio do Evangelho de Tomé, a moeda, por sua vez, é de ouro.

### Resistência ao pagamento de impostos na Judeia
Os impostos criados na Judeia por Roma criaram inúmeros conflitos. O estudioso do Novo Testamento, Willard Swartley, escreveu: "O imposto referido no texto era um específico... Era um imposto por cabeça instituído em 6 d.C. Um censo realizado na época (vide Lucas 2:2) para determinar quais os recursos dos judeus provocou a revolta por todo o país. Judas da Galileia liderou um grupo (Atos 5:37) que só foi detido com dificuldade. Muitos acadêmicos marcam o início do movimento dos zelotes neste evento".
A Enciclopédia Judaica afirma, sobre os zelotes: "Quando, no ano 5, Judas de Gamala, na Galileia, iniciou a sua oposição organizada contra Roma, ele recebeu o apoio de um dos líderes fariseus, Zadoque, um discípulo de Shammai e um dos mais furiosos patriotas e heróis populares que viveram para testemunhar a destruição de Jerusalém... A realização do censo por Quirino, o procurador romano, com o objetivo de taxar a população, foi considerado como um sinal da escravidão frente aos romanos; e o chamado entusiástico dos zelotes para a resistência renhida foi recebido de forma retumbante".
Em seu julgamento de Jesus por Pôncio Pilatos, Jesus foi acusado de promover a resistência aos impostos demandados por César (Lucas 23:1–4).

## Interpretações modernas

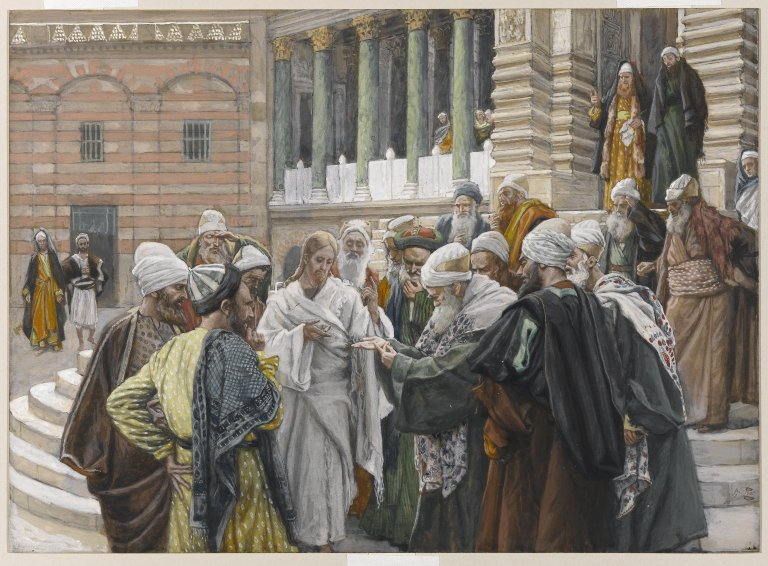
1886-1894. Por James Tissot, atualmente no Brooklyn Museum, em Nova Iorque.

Esta passagem é o tema de muitas discussões no contexto atual da relação entre o cristianismo e a política, especialmente no que tange a à separação da Igreja e do Estado e a resistência ao pagamento de impostos.
Jesus respondeu a Pôncio Pilatos sobre a natureza do seu reino durante o seu julgamento:
| “ | «O meu reino não é deste mundo. Se o meu reino fosse deste mundo, os meus súditos pelejariam, para não ser eu entregue aos judeus; mas agora o meu reino não é daqui.» (João 18:36) | ” |

### Justificativa para a obediência às autoridades e o pagamento de impostos
Alguns estudiosos entendem a frase como uma afirmação definitiva do comando para que as pessoas respeitem a autoridade do estado e paguem os seus impostos. Paulo de Tarso também afirma, Romanos 13:1, que os cristãos são obrigados a obedecer as autoridades terrenas, afirmando que elas foram introduzidas por Deus e, por isso, a desobediência a elas seria a desobediência Deus.
Nesta interpretação, Jesus pediu que lhe mostrassem uma moeda para demonstrar-lhes que, ao utilizarem moedas romanas, eles mesmos já teriam admitido o poder de facto do imperador romano e que, portanto, eles deveriam se submeter ao seu jugo.
Como exemplo, um menonita explicou assim por que ele não estava resistindo a um imposto para financiar uma guerra: "Nós somos contra a guerra e não desejamos ajudar o esforço de guerra, seja nos alistando ou pagando impostos de guerra ao governo. Fazê-lo só ajuda a fortalecer e perpetuar a máquina de guerra. Em Mateus 22:21 está dito "Dai, pois, a César o que é de César, e a Deus o que é de Deus." Em Romanos 13:1, "Todo o homem esteja sujeito às autoridades superiores. Pois não há autoridade que não venha de Deus; e as que há, têm sido ordenadas por Deus." Se a lei da terra afirma que todos devem pagar impostos de guerra, então é isso que devemos fazer. É a lei! Mas devemos, porém, trabalhar e rezar muito para mudar essa lei. A situação ideal seria ter essa lei abolida. Uma alternativa seria ter a possibilidade de determinar que a nossa parte do imposto de guerra seja utilizado nos esforços de paz. Este caminho seria uma forma legal, construtiva e positiva de resolver a situação".

### Devote a sua vida a Deus
Tertuliano, em sua De Idolatria, interpreta a frase de Jesus como "a imagem de César, que está na moeda, a César, e a imagem de Deus, que está no homem, a Deus; dando de fato a César o dinheiro e a Deus, a si mesmo. De outra forma, o que será de Deus, se todas as coisas são de César?".
Leão Tolstoi escreveu: "Não apenas a completa falta de entendimento sobre o ensinamento de Cristo, mas também uma completa falta de vontade de entendê-lo poderia admitir este surpreendente erro de interpretação que afirma que "A César o que é de César" significa a necessidade de obedecer César. Em primeiro lugar, não menção alguma de obediência no trecho; em segundo, se Cristo reconheceu a obrigação de pagar o tributo e, assim, a obediência, ele teria dito diretamente "Sim, devemos pagá-lo". Ao invés disso, ele disse "Dê a César o que é dele, ou seja, o dinheiro, e dê sua vida a Deus", e, com estas últimas palavras, ele não apenas não encoraja nenhuma obediência ao poder, mas, ao contrário, afirma que, em tudo que pertence a Deus, não é correto obedecer a César".

### Sublinhando os perigos de cooperar com o Estado
Henry David Thoreau escreveu em sua "Desobediência Civil" que "Cristo respondeu aos herodianos de acordo com a condição deles. "Me mostrem o dinheiro do tributo", disse ele - e um deles tirou uma moeda de seu bolso; - Se você usa dinheiro que tem a imagem de César nele, que circula e é valioso por causa dele, ou seja, se você é um homem do Estado e aproveita contente as benesses do governos de César, então pague-lhe de volta uma parte do que é dele quando ele pedir; "A César o que é de Cesar e a Deus o que é de Deus" - deixando-os tão ignorantes quanto antes sobre qual seria qual; pois eles não desejam saber".
Segundo o menonita Dale Glass-Hess, "É inconcebível para mim que Jesus ensinaria que algumas esferas da atividade humana estariam fora da autoridade de Deus. Devemos concordar com César quando ele vai à guerra ou apoia a guerra quando Jesus diz, em outros lugares, que não devemos matar? Não! Minha percepção deste incidente é que Jesus não respondeu à questão sobre a moralidade do pagamento dos impostos de César e a devolveu para o povo decidir. Quando os judeus apresentam o denário a pedido de Jesus, eles demonstram que já estão realizando negócios com César nos termos de César. Eu leio a afirmação de Jesus, "A César...", como significando "Vocês estão em dívida com César! Então é melhor pagarem." Os judeus já tinham se comprometido. O mesmo vale para nós: nós podemos nos recusar a servir a César como soldados e mesmo tentar resistir em sustentar o exército de César, mas, na realidade, é pelo nosso estilo de vida que incorremos numa dívida com César, que se sentiu compelido então a defender os interesses que apoiam este estilo de vida. Agora ele quer ser ressarcido e é um pouco tarde pra dizer que não lhe devemos nada. Já estamos comprometidos. Se vamos jogar os jogos de guerra de César, então devemos esperar ter que pagar pelo prazer de nos aproveitarmos dele. Mas se estamos determinados a evitar esses jogos, então devemos ser capazes de evitar ter que pagar por eles".
Mohandas K. Gandhi compartilhava desta visão. Segundo ele: "Jesus se desviou da questão direta que lhe foi apresentada por que era uma armadilha. Ele não era de forma nenhuma obrigado a respondê-la. Assim, ele pediu para ver uma moeda usada para pagar impostos. E então disse, com desprezo, "Como vocês, que negociam com moedas de César e, assim, recebem os benefícios do governo de César, se recusam a pagar impostos?" Toda a pregação e a prática de Jesus apontam, sem sombra de dúvida, para a não-cooperação, o que necessariamente inclui não pagar impostos".

### Nada se deve pagar a César
Uma interpretação completamente diferente das palavras de Jesus foi proposta por alguns autores, que defendem que Jesus teria afirmado que nada se devia pagar a César.
Este incidente, com pequenas diferenças, aparece também em Mateus 22 (Mateus 22:15–22) e Lucas 20 (Lucas 20:20–26). Neste último, o próprio Lucas deixa clara a intenção de encurralar Jesus. Segundo eles, o sumo sacerdote que arquitetou o plano estava confiante que Jesus denunciaria o imposto de César como uma violação do mandamento de Deus contra roubar (extorquir) ou acreditavam, pelo menos, que ele não endossaria o imposto. Não há evidências nos evangelhos ou em qualquer outra fonte para supor que eles acreditassem que Jesus recomendaria o pagamento. Seja como for, Pôncio Pilatos era o responsável nomeado pelo César para cobrar os impostos da Judeia e qualquer crítica ao imposto feita por Jesus lhe valeria uma condenação à morte. Para saber o que Jesus estava tentando dizer com sua resposta ambígua, é necessário saber o que Jesus acreditava pertencer a César e o que pertencia a Deus respectivamente. Como Jesus repetidas vezes justificou seus atos e doutrinas com base no Antigo Testamento, seus pensamentos sobre o que pertencia a quem também era influenciado por ou baseado nele. E em Salmos 24:1 lê-se: "A Deus pertence a terra e a sua plenitude; O mundo, e os que nele habitam", o que deixaria nada para César e nada é exatamente o que Jesus estava dizendo para os que o ouviam pagarem a César em impostos. Os espiões ficaram confusos pela resposta por que obviamente não conheciam as Escrituras judaicas, mas, quando contaram aos seus chefes, os sacerdotes, o que Jesus havia dito, eles não se enganaram. Tanto que mandaram prendê-lo no dia seguinte no Getsêmani. Depois de o arrastarem até Pilatos, disseram «Achamos este homem pervertendo a nossa nação, vedando pagar tributo a César e dizendo ser ele Cristo, rei!» (Lucas 23:2–5)

## Exegese bíblica

### Bíblia de Jerusalém
A Bíblia de Jerusalém comenta a passagem por meio de uma nota de rodapé relativa a Mateus 22:21, que diz que:
| “ | Visto que aceitam praticamente a autoridade e os benefícios do poder romano, simbolizado por essa moeda, podem também e devem prestar-lhe a homenagem de sua obediência e a contribuição de seus bens, sem prejuízo do que devem à autoridade superior de Deus. | ” |

### Edição Pastoral da Bíblia
A Edição Pastoral da Bíblia comenta a passagem por meio de uma nota de rodapé relativa Marcos 12:13–17, que diz que:
| “ | O imposto era o sinal da dominação romana; os fariseus a rejeitavam, mas os partidários de Herodes a aceitavam. Se Jesus responde "sim", os fariseus o desacreditarão diante do povo; se ele diz "não", os partidários de Herodes poderão acusá-lo de subversão. Mas Jesus não discute a questão do imposto. Ele se preocupa é com o povo: a moeda é "de César", mas o povo é "de Deus". O imposto só é justo quando reverte em benefício do bem comum. Jesus condena a transformação do povo em mercadoria que enriquece e fortalece tanto a dominação interna como a estrangeira. | ” |

### Bíblia do Peregrino
A Bíblia do Peregrino comenta a passagem por meio de nota de rodapé relativas aos versículos que descrevem a situação na qual a frase é proferida, nas quais é dito que:
1. a pergunta foi uma armadilha em forma de dilema para desacreditar Jesus como um colaboracionista ou denunciá-lo como um revoltoso,[21] na qual os discípulos dos fariseus perguntaram fingindo curiosidade inocente e fazendo um elogio hipócrita;
2. existem pelo menos cinco passagens do Livro dos Provérbios, que alertam para o perigos dos falsos elogios: 6,24: "Eles protegerão você da mulher má e da língua suave da estrangeira", 26,23: "Verniz recobrindo argila são os lábios que elogiam com má intenção", 26,28: "A língua mentirosa odeia a quem ela mesma fere, e a boca que elogia provoca a ruína", 28,23: "Quem repreende alguém será mais estimado do que aquele que elogia" e 29,5: "O homem que adula o próximo estende para ele uma rede debaixo dos pés";
3. os herodianos eram dependentes de um poder estabelecido;
4. os fariseus aceitavam resignados a dominação romana e seus tributos como um castigo divino que acabaria por meio da ação do Messias;
5. fariseus e herodianos não costumavam concordar entre si, mas se associavam para combater Jesus (ref. a Marcos 3:6);
6. a pergunta tentou conduzir Jesus para um terreno extremamente perigoso, no qual entrava em jogo a lealdade e a submissão ao Império Romano, pois o tributo a César significava no campo econômico a submissão política ao Imperador;
7. a submissão temporária a um poder estrangeiro já havia antes sido aceita pelo Profeta Jeremias (Jr 27);
8. a presença da imagem de César cunhada na moeda aumentava sua presença no cotidiano das pessoas, além disso naquela moeda estava inscrito: "Tiberius Caesar divi Augusti filis Augustus", o que era uma ostentação do culto imperial, que atribuía divindade ao Imperador;
9. por outro lado, a representação da "Imagem de Deus" era fortemente proibida entre os judeus, a imagem dos reis judeus anteriores ao exílio na Babilônia nunca foi usada em moedas, paradigma que foi quebrado pelos asmoneus e por Herodes e seus descendentes;
10. segundo a Bíblia a única imagem de Deus seria o próprio homem (Gênesis 1:26);
11. era provável a presença de soldados romanos na cena;
12. Jesus deu uma resposta muito hábil, na qual revelou a hipocrisia dos fariseus, rompendo os fios da armadilha que lançaram contra ele, e deu um ensinamento lapidar com uma amplidão indiferenciada, de caráter proverbial e aplicável em múltiplas situações;
13. eles indagaram se era lícito pagar, Jesus mandou devolver;
14. aqueles que reconhecem o curso legal da moeda que exibem, é porque entraram no sistema econômico, e devem aceitar as suas consequências;
15. Deus está acima de qualquer poder humano, e é no homem onde está cunhada a imagem de Deus, razão pela qual os homens deveriam ser devolvidos a Deus;
16. a missão de Jesus não é a de promover a libertação política, ele veio para libertar o homem, restabelecendo sua relação com Deus;
17. a segunda parte da resposta de Jesus, mostra que a pergunta foi mal colocada.

### Tradução Ecumênica da Bíblia
A Tradução Ecumênica da Bíblia comenta a passagem por meio de nota de rodapé relativas aos versículos que descrevem a situação na qual a frase é proferida, nas quais é dito que:
1. os herodianos eram os partidários de Herodes Antipas, favoráveis aos romanos e adversários dos zelotes, enquanto que os fariseus, consideravam a dominação romana como um castigo de Deus e insistiam na piedade pessoal;
2. além dos impostos indiretos (tarifas de pedágios, taxas alfandegárias, etc.), as províncias romanas pagavam ao Império um tributo cobrado por habitante,[22] do qual estavam isentos os anciãos e as crianças, tal exigência era considerada por muitos uma infâme sujeição, razão pela qual os zelotes se opunham a tal pagamento;
3. outras passagens dos Evangelhos também mostram os fariseus propondo dilemas a Jesus, tais como: Marcos 8:11–12 e Marcos 10:2–12;
4. o relato encontrado em Lucas 20:20–26, não cita expressamente os fariseus, embora a descrição "[...] que se faziam de justos" possa ser uma referência implícita aos fariseus tendo em vista outras passagens do Evangelho segundo Lucas, tais como: Lucas 16:15 e Lucas 19:9–14, merece destaque o fato de que a última referência expressa aos fariseus feita por Lucas ocorre numa passagem relativa à Entrada de Jesus em Jerusalém (Domingo de Ramos) (Lucas 19:39–40), essa falta de referências posteriores aos fariseus é interpretada como uma opção de Lucas de não acusar os fariseus pela condenação de Jesus.

### Tradução do Novo Mundo das Escrituras Sagradas
A edição com referências da Tradução do Novo Mundo das Escrituras Sagradas traduz a parte final do Versículo 21 do Capítulo 22 do Evangelho segundo Mateus com a seguinte expressão: "Portanto, pagai de volta a César as coisas de César, mas a Deus as coisas de Deus.", passagem é objeto de Nota de Rodapé que observa que originalmente se utilizou em grego o termo "Apódote", na versão em latim é utilizado o termo "réddite", que seria equivalente ao termo "tenú" em hebraico, cuja tradução literal para o português seria dada pela expressão: "Dai de volta".
Além disso, indica como leituras correlatas os seguintes trechos: Daniel 3:18, Malaquias 3:8, Marcos 12:17, Lucas 20:25, Lucas 23:2, Romanos 13:7, Tito 3:1 e I Pedro 2:13.